# (38086) Беовульф
(38086) Беовульф (др.-англ. Beowulf) — небольшой околоземный астероид из группы аполлонов, характеризующийся очень вытянутой орбитой (0,566), из-за которой в процессе движения вокруг Солнца он пересекает орбиты сразу трёх планет: Венеры, Земли и Марса. Он был открыт 5 мая 1999 года в рамках программы поиска околоземных астероидов LONEOS в обсерватории Андерсон-Меса и назван в честь англосаксонской эпической поэмы Беовульф.

Орбита астероида Беовульф и его положение в Солнечной системе
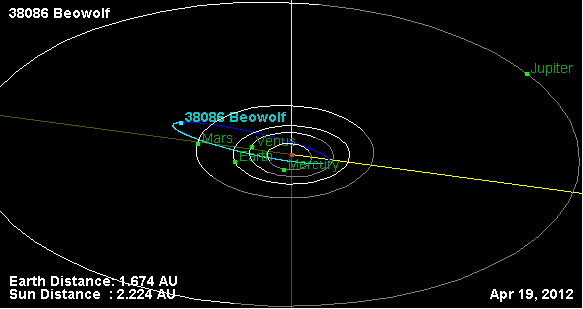
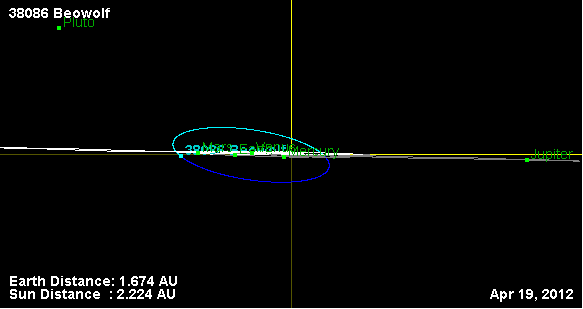
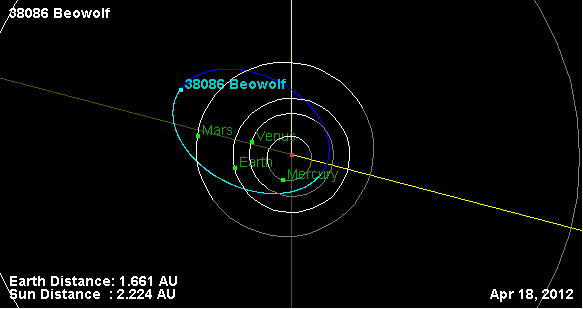